# Дворец Рюмина
Дворец Рю́мина (фр. Palais de Rumine) — дворец в историческом центре швейцарского города Лозанны, построенный в 1906 году в стиле флорентийского неоренессанса.

Дворец был построен в 1898—1906 годы на деньги, завещанные уроженцем Лозанны Габриэлем Рюминым. Габриэль был выходцем из русской семьи Рюминых, проживавших в Лозанне с 1840 года. После потери родных он покинул отчий дом и отправился в странствия. Накануне своей последней поездки, ставшей для него роковой, 30-летний Габриэль составил завещание:
Оставляю городу Лозанне 1,5 миллиона франков, с тем, чтобы спустя 15 лет со дня моей смерти в городе построили бы общественно-полезное здание…
После смерти Рюмина в 1871 году власти Лозанны приняли решение построить новое здание университета у подножия холма Ситэ, и в 1889 году организовали конкурс, который был выигран французским архитектором Гаспаром Андре.
Фасад здания украшают львы, ангелы и мифические существа. До 1980 года в здании располагался Лозаннский университет. В наше время в здании размещаются кантональные музеи изобразительного искусства, археологии и истории, геологии, зоологии, музей денег, а также кантональная и университетская библиотека.
К южному торцу здания на уровне второго этажа примыкает небольшая терраса — площадь Мадлен, получившая своё название по стоявшей на этом месте много веков назад кладбищенской церкви святой Марии Магдалины. В 1906 году на площади установлен памятник Луи Рюшонне.